# Stefan Sofijanski
Stefan Antonow Sofijanski, bułg. Стефан Антонов Софиянски (ur. 7 listopada 1951 w Sofii) – bułgarski polityk i ekonomista. Szef Komitetu ds. Poczty i Telekomunikacji w latach 1991–1993, burmistrz Sofii w latach 1995–2005, deputowany do Zgromadzenia Narodowego 37. i 40. kadencji (1994–1995, 2005–2009). W 1997 przez trzy miesiące premier tymczasowego rządu Bułgarii.

## Życiorys

### Wykształcenie i praca zawodowa
Jest absolwentem statystyki w Wyższym Instytucie Ekonomicznym im. Karla Marksa w Sofii (1973). Od czasu ukończenia studiów do 1991 pracował w swoim zawodzie, najpierw w Ministerstwie Komunikacji i Informacji (1973–1975), a następnie na macierzystej uczelni i w państwowych przedsiębiorstwach budowlanych oraz informatycznych.

### Działalność polityczna
Po upadku komunizmu wstąpił do Związku Sił Demokratycznych. W 1991 otrzymał stanowisko szefa rządowego Komitetu ds. Poczty i Telekomunikacji, organu nadzorowanego przez gabinet Filipa Dimitrowa. urząd ten sprawował do 1993. W tym samym roku został wiceprzewodniczącym SDS, pełnił tę funkcję do 2001.
W 1994 został wybrany do Zgromadzenia Narodowego 37. kadencji, mandat poselski złożył jednak rok później w związku z objęciem stanowiska burmsitrz Sofii. W lutym 1997 po dymisji rządu Żana Widenowa prezydent Petyr Stojanow powierzył Stefanowi Sofijanskiemu misję utworzenia nowego, tymczasowego gabinetu, który kierowałby administracją państwową do czasu majowych wyborów.
Stefan Sofijanski pozostał burmistrzem Sofii. W 2001 wystąpił ze Związku Sił Demokratycznych, powołując własną partię – Związek Wolnych Demokratów. Ugrupowanie to pozostało w Zjednoczonych Siłach Demokratycznych, a w 2005 współtworzyło blok wyborczy pod nazwą Bułgarski Związek Ludowy. W wyborach w tym samym roku jego lider został wybrany do Zgromadzenia Narodowego 40. kadencji, odchodząc z urzędu burmistrza. W tym czasie pojawiły się oskarżenia o korupcję i przestępstwa urzędnicze z okresu zarządzania miastem, w każdym z trzech procesów karnych zostawał uniewinniony od popełnienia zarzucanych mu czynów.
Po przystąpieniu Bułgarii do Unii Europejskiej 1 stycznia 2007 objął mandat eurodeputowanego jako przedstawiciel demokratów w delegacji krajowej. Został członkiem grupy chadeckiej oraz Komisji Rozwoju Regionalnego. Z PE odszedł 5 czerwca 2007, kiedy to w Europarlamencie zasiedli deputowani wybrani w wyborach powszechnych. W 2009 znalazł się poza parlamentem krajowym.